# Mellansjön (Arvidsjaurs socken, Lappland)
Mellansjön (umesamiska: Guövddielisjávrrie) är en sjö i Arvidsjaurs kommun i Lappland och ingår i Piteälvens huvudavrinningsområde. Sjön har en area på 0,607 kvadratkilometer och ligger 395,9 meter över havet. Mellansjön ligger i Piteälven Natura 2000-område. Sjön avvattnas av vattendraget Anna-Lisabäcken.

## Delavrinningsområde
Mellansjön ingår i det delavrinningsområde (732651-165375) som SMHI kallar för Utloppet av Mellansjön. Medelhöjden är 450 meter över havet och ytan är 11,62 kvadratkilometer. Det finns inga avrinningsområden uppströms utan avrinningsområdet är högsta punkten. Anna-Lisabäcken som avvattnar avrinningsområdet har biflödesordning 2, vilket innebär att vattnet flödar genom totalt 2 vattendrag innan det når havet efter 145 kilometer. Avrinningsområdet består mestadels av skog (89 procent). Avrinningsområdet har 0,61 kvadratkilometer vattenytor vilket ger det en sjöprocent på 5,2 procent.